# Ramelau Delta
Ramelau Delta ist eine osttimoresische Aldeia im Sucos Comoro (Verwaltungsamt Dom Aleixo, Gemeinde Dili). 2015 lebten in Ramelau Delta 969 Menschen.

## Lage und Einrichtungen
Ramelau Delta liegt im Osten vom Suco Comoro. Südlich der Avenida de Hudi-Laran grenzt Ramelau Delta an die Aldeia São José, die sich über die Avenida bis in den Südosten von Ramelau Delta ausdehnt. Im Osten von Ramelau Delta liegen die Aldeias São Miguel und Aimutin und westlich der Rua Hás-Laran liegt die Aldeia Fomento I. Nördlich der Avenida Nicolau Lobato befinden sich die Sucos Bebonuk und Fatuhada.
In Ramelau Delta befinden sich das Instituto de Geociências de Timor-Leste (IGTL) an der Avenida de Hudi-Laran, die Agape Christian Baptist Church an der Rua da Sabraka Fuan II und die East Timor Trading (ETT) an der Rua Hás-Laran.